# La Bête (Peter Benchley)
Pour les articles homonymes, voir La Bête.
La Bête (Beast) est un roman de l'écrivain et journaliste Peter Benchley paru en 1991. Le livre partage des similitudes avec le best-seller du même auteur, Les Dents de la mer (Jaws). La Bête a été adapté en téléfilm en 1996.

## Résumé
Non loin du fameux Triangle des Bermudes, une bête énorme menace la quiétude d'un village portuaire, dévorant plaisanciers et plongeurs. 
Whip Darling, pêcheur et expert des fonds marins, tente d'identifier ce monstre d'épouvante. Avec l'aide d'un ami pilote d’hélicoptère de la Navy, Marcus Sharp, et du scientifique Herbert Talley, Whip arrive à la conclusion que l'animal est un Architeuthis, un calmar géant, qui a bouleversé ses habitudes alimentaires du aux effets de la pêche sur l'écosystème marin. Le calmar devenant de plus en plus dangereux et imprévisible après avoir coulé un sous-marin, les insulaires décident de l'abattre. Ayant besoin d'argent pour faire vivre sa famille, Whip se porte volontaire et monte une expédition avec Sharp, Talley et Osborn Manning, un millionnaire bien décidé à venger la mort de ses enfants tués par la Bête...

## Autour du roman
- La Bête présente des similitudes avec Les Dents de la mer, autre roman du même auteur écrit vingt ans plus tôt.
- L'auteur présente le monstre comme étant un Architeuthis dux. Les personnages trouvent un crochet provenant d'un tentacule. Or le calmar géant ne possède pas de crochet dans ses ventouse, à l'inverse de Mesonychoteuthis hamiltoni, aussi nommé calmar colossal.
- Le roman a été adapté en téléfilm sous le titre La Bête, sortie en 1996 avec William L. Petersen et l'acteur belge Ronald Guttman. Le tournage s'est déroulé en Australie dans le New South Wales. Le téléfilm a été récompensé par un Emmy Award et un Saturn Award.